# Вест-Гемлок Тауншип (округ Монтур, Пенсільванія)
Вест-Гемлок Тауншип (англ. West Hemlock Township) — селище (англ. township) в США, в окрузі Монтур штату Пенсільванія. Населення — 454 особи (2020).

## Демографія
Згідно з переписом 2010 року, у селищі мешкали 503 особи в 188 домогосподарствах у складі 147 родин. Було 199 помешкань
Расовий склад населення:
| - 97,4 % — білих - 0,4 % — чорних або афроамериканців |

До двох чи більше рас належало 1,6 %. Частка іспаномовних становила 1,2 % від усіх жителів.
За віковим діапазоном населення розподілялося таким чином: 24,9 % — особи молодші 18 років, 62,6 % — особи у віці 18—64 років, 12,5 % — особи у віці 65 років та старші. Медіана віку мешканця становила 42,2 року. На 100 осіб жіночої статі у селищі припадало 103,6 чоловіків;  на 100 жінок у віці від 18 років та старших — 105,4 чоловіків також старших 18 років.
Середній дохід на одне домашнє господарство  становив 92 397 доларів США (медіана — 69 750), а середній дохід на одну сім'ю — 102 848 доларів (медіана — 85 000). За межею бідності перебувало 3,9 % осіб, у тому числі 3,1 % дітей у віці до 18 років та 7,6 % осіб у віці 65 років та старших.
Цивільне працевлаштоване населення становило 278 осіб. Основні галузі зайнятості: освіта, охорона здоров'я та соціальна допомога — 40,6 %, виробництво — 12,6 %, роздрібна торгівля — 9,4 %.